# Hanno Steckel

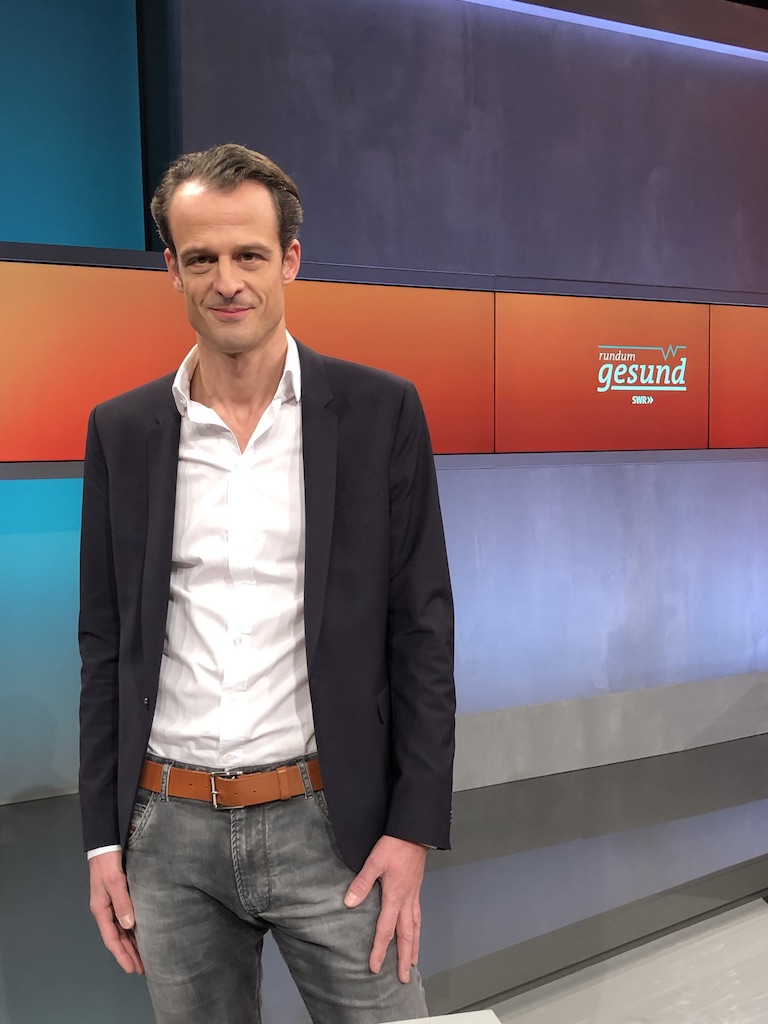
Hanno Steckel

Hanno Steckel (* 26. Februar 1972 in Oldenburg (Oldb)) ist ein deutscher Facharzt für Orthopädie und Unfallchirurgie. Er ist als behandelnder Arzt, Wissenschaftler und Hochschullehrer tätig und tritt in Medien als Experte für den Bewegungsapparat auf.

## Werdegang
Hanno Steckel wuchs in Oldenburg i. O. auf und machte 1991 Abitur. Er studierte Humanmedizin an den Universitäten Kiel, Münster, Paris (Frankreich) und Denver (Colorado, USA). 1998 promovierte er an der Westfälischen Wilhelms-Universität Münster über das chirurgische Thema „Risikofaktoren für das Entstehen von Narbenhernien sowie für die Entwicklung eines Narbenhernienrezidivs“. Von 1998 bis 2005 erfolgte die orthopädische Facharztausbildung u. a. an den Universitäten Essen und Göttingen. 2006 erhielt Hanno Steckel ein Jahresstipendium der Gesellschaft für Arthroskopie und Gelenkchirurgie und verbrachte das gesamte Jahr an der University of Pittsburgh School of Medicine unter der Leitung von Freddie H. Fu. Von 2007 bis 2009 arbeitete Steckel als Oberarzt an Berliner akademischen Lehrkrankenhäusern, bevor er 2009 ärztlicher Leiter des MVZ-VITALIS in Berlin wurde.
2008 habilitierte Hanno Steckel an der Georg-August-Universität Göttingen über das kniechirurgische Thema „Das Doppelbündelkonzept für die anatomische vordere Kreuzbandrekonstruktion“ und wurde 2012 als außerplanmäßiger Professor mit Lehrbefugnis für Orthopädie und Unfallchirurgie an die Universität Göttingen berufen.
Schon vor der Veröffentlichung seines Buches „Genial beweglich!“ im April 2018 trat Hanno Steckel häufig als Experte für den Bewegungsapparat zu verschiedenen Themen in den Medien auf.

## Funktionen in wissenschaftlichen Vereinigungen
Hanno Steckel ist Fellow of the European Board of Orthopaedics Traumatology (FEBOT) sowie Prüfer der Ärztekammer Berlin und Mitglied in der Qualitätssicherungskommission Kernspintomographie der Kassenärztlichen Vereinigung Berlin.

## Mitgliedschaften
- International Society of Arthroscopy, Knee Surgery, and Orthopaedic Sports Medicine, ISAKOS
- European Society of Sports Traumatology Knee Surgery & Arthroscopy, ESSKA
- European Knee Association, EKA
- Société Française d’Arthroscopie, SFA
- Deutschsprachige Arbeitsgemeinschaft Arthroskopie und Gelenkchirurgie, AGA
- Deutsche Gesellschaft für Orthopädie und Orthopädische Chirurgie, DGOOC
- Deutsche Gesellschaft für Orthopädie und Unfallchirurgie, DGOU
- Deutsche Gesellschaft für Unfallchirurgie, DGU
- Deutsche Gesellschaft für Kniechirurgie, DKG
- Berufsverband für Orthopädie und Unfallchirurgie, BVOU
- Arbeitsgemeinschaft Endoprothetik, AE

## Veröffentlichungen
- Risikofaktoren für das Entstehen von Narbenhernien sowie für die Entwicklung eines Narbenhernienrezidivs : Auswertung des Patientenguts der Klinik und Poliklinik für Allgemeine Chirurgie der Westfälischen Wilhelms-Universität Münster von 1984 bis 1994. Dissertation an der Uni Münster, Medizinische Fakultät, DNB 954199553.
- The Operating Theatre. Kehrer Verlag, Heidelberg 2017, ISBN 978-3-86828-798-1.
- Genial beweglich! Droemer Verlag, München 2018, ISBN 978-3-426-27754-6.
- Nicht übers Knie brechen. Becker Joest Volk Verlag, Hilden 2020, ISBN 978-3-95453-182-0.
- Schmerzfreie Hüfte: Alle Alternativen zur OP ausschöpfen und Ihr Hüftgelenk gezielt trainieren. Trias Verlag, Stuttgart 2022, ISBN 978-3-432-11523-8.
- Arthrose – Die beste Therapie finden. Selbst aktiv werden mit dem Praxis-Programm: Ernährung, Bewegung, alternative Methoden. Trias Verlag, Stuttgart 2024, ISBN 978-3-432-11891-8.